# Birčna vas
Birčna vas – wieś w Słowenii, w gminie miejskiej Novo mesto. W 2018 roku liczyła 362 mieszkańców. 